# Belmonte del Sannio
Belmonte del Sannio es una localidad y comune italiana de la provincia de Isernia, región de Molise, con 921 habitantes.

## Evolución demográfica
| Gráfica de evolución demográfica de Belmonte del Sannio entre 1861 y 2001 |
|                                                                           |
| Fuente ISTAT - elaboración gráfica de Wikipedia                           |